# 靜駝背脂鯉
靜駝背脂鯉（学名：Cyphocharax modestus），為輻鰭魚綱脂鯉目脂鯉亞目無齒脂鯉科的其中一個種，分布於南美洲巴拉圭河及巴拉那河上游流域，體長可達16.2公分，棲息在中底層水域，生活習性不明。